# 다퉁구 (다칭시)
다퉁구(한국어: 대동구, 중국어: 大同区, 병음: Dàtóng Qū)는 중화인민공화국 헤이룽장성 다칭 시의 행정구역이다. 넓이는 2235km2이고, 인구는 2007년 기준으로 250,000명이다.

## 행정 구역
6개 가도, 4개 진. 4개 향을 관할한다.
- 가도: 庆葡街道, 高平街道, 林源街道, 立志街道, 新华街道, 大同镇街道.
- 진: 大同镇, 高台子镇, 太阳升镇, 林源镇.
- 향: 八井子乡, 祝三乡, 老山头乡, 双榆树乡.